# Sleeveface
Sleeveface é um fenômeno da Internet na qual uma ou mais pessoas posam para uma fotografia em que se substitui uma parte do corpo por uma capa de um disco de vinil causando uma ilusão.
Originalmente inventado por uma grupo de pessoas em Cardiff, no País de Gales, este fenômeno é relativamente recente. Se a cena é bem fotografada, no ângulo e perspectiva correta, dará a impressão que a capa do álbum adquiriu vida e faz parte do cenário real que o rodeia.